# Aprostocetus prolixus
Aprostocetus prolixus är en stekelart som beskrevs av Lasalle och Huang 1994. Aprostocetus prolixus ingår i släktet Aprostocetus och familjen finglanssteklar.
Artens utbredningsområde är Taiwan. Inga underarter finns listade i Catalogue of Life.